# Park Józefa Piłsudskiego w Podgórzu
Park Józefa Piłsudskiego w Podgórzu – dawny park znajdujący się na Podgórzu w Toruniu. Park istniał co najmniej od początku XIX wieku. Był on nazywany placem hałasu (niem. Radauplatz), prawdopodobnie ze względu na położenie w pobliżu poligonu wojskowego. Pod koniec II Rzeczypospolitej park otrzymał imię Józefa Piłsudskiego. Pomysł na uhonorowanie Marszałka pojawił się w 1934 roku, jeszcze za jego życia.